# 基督教堂 (赫爾辛基)

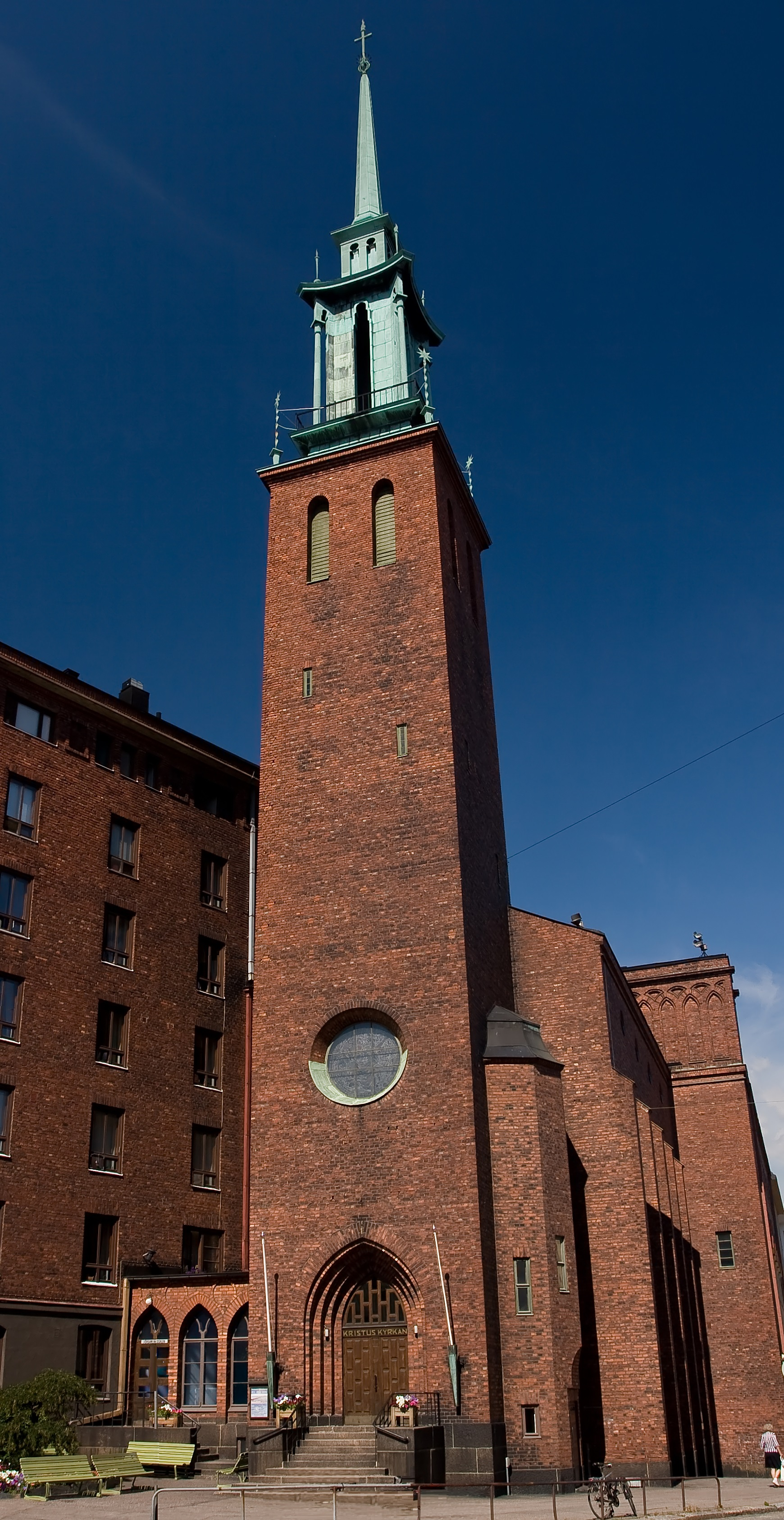
基督教堂

基督教堂（瑞典語：Kristuskyrkan）是芬蘭首都赫爾辛基的一座教堂。該教堂屬於芬蘭瑞典族衛理公會。基督教堂是芬蘭哥德復興式建築的代表。教堂修建於1928年，由建築師阿特·V·維爾貝里（Atte V. Willberg）設計。教堂的鐘樓高59米，是赫爾辛基天際線的地標之一。

## 外部連結
- （瑞典文） Helsingfors metodistförsamling （页面存档备份，存于）（教会官方网站）
- （文） A.V. Willbergin suunnittelema, vuonna 1928 valmistunut Kristuskirkko （页面存档备份，存于）（老照片及教堂资料）
- （瑞典文） Artist : Henry Ericsson- "Biografiskt lexikon för Finland" （页面存档备份，存于）
- （英文） Artist: Lennart Segerstrale: life and works